# Wadmalaw Island
Wadmalaw Island (енгл. Wadmalaw Island) је острво САД које припада савезној држави Јужној Каролини. Површина острва износи 109 km². Према попису из 2000. на острву је живело 2611 становника.